# Maldonado (forskningsstation)
Maldonado-basen (spanska: Base Pedro Vicente Maldonado) är en ecuadoriansk forskningsstation på Greenwich Island i ögruppen Sydshetlandsöarna i Antarktis. Den öppnades den 2 mars 1990, och är uppkallad efter den spansk-amerikanske astronomen, topografen och geografen Pedro Vicente Maldonado (1704–1748) som föddes i Riobamba, i dagens Ecuador. På stationen bedrivs forskning inom bland annat fysiologi, geologi och oceanografi. 
Närmaste befolkade plats är Captain Arturo Prat base, 6,4 km sydost om Maldonado Station.